# کوه بوهمیا
کوه بوهمیا (به انگلیسی: Bohemia Mountain) یک کوه در ایالات متحده آمریکا است که در اورگن واقع شده‌است. کوه بوهمیا ۱٬۸۲۶٫۹۹ متر بالاتر از سطح دریا واقع شده‌است.